# Thynnichthys thynnoides
Cá linh cám (tên khoa học: Thynnichthys thynnoides) là một loài cá thuộc chi Cá linh cám thuộc họ Cá chép. Loài này được Bleeker miêu tả năm 1852. Chúng phân bố trong lưu vực các sông Mê Kông và Chao Phraya, bán đảo Mã Lai, Sumatra, Borneo. Có thể có tại sông Mae Klong. Tên gọi trong tiếng Khmer là លេញ /lǝɲ/ linh, trey kros memay, trey lenh, trey linh.